# Lav Diaz
Lavrente Indico Diaz (nascut el 30 de desembre de 1958) és un cineasta filipí i antic crític de cinema. Conegut sovint com un dels membres clau del moviment del cinema lent, després d'haver fet diverses de les pel·lícules narratives més llargues de la història, Diaz és un dels cineastes filipins contemporanis més aclamats per la crítica.
Tot i que Díaz havia estat fent pel·lícules des de finals de la dècada de 1990, no va atreure gaire l'atenció del públic fora de les Filipines i el circuit de festivals fins a l'estrena de la seva pel·lícula Norte, the End of History (2013), que va entrar a la secció Un Certain Regard del 66è Festival Internacional de Cinema de Canes i va rebre molts elogis de la crítica.
Les pel·lícules posteriors de Díaz també han rebut una atenció positiva de la crítica i molts premis. From What Is Before (2014) va guanyar el Lleopard d'Or al Festival Internacional de Cinema de Locarno de 2014; A Lullaby to the Sorrowful Mystery (2016) va competir per l'Ós d'Or al 66è Festival Internacional de Cinema de Berlín i va guanyar el Premi Alfred Bauer; i The Woman Who Left (2016) van competir al 73è Festival Internacional de Cinema de Venècia i van guanyar el Lleó d'Or. Va rebre el premi a la trajectòria de FAMAS el 2018. Ha rebut el Natatanging Gawad Urian de 2021 (Premi Gawad Urian a la trajectòria).
Ha rebut una Beca Guggenheim el 2010 i un Premi Príncep Claus dels Països Baixos el 2014.

## Filmografia
| Títol                                            | Any  | Hi treballa com a | Hi treballa com a | Hi treballa com a | Hi treballa com a | Hi treballa com a      | Notes                                                                             | Durada                                         | Ref(s) |
| Títol                                            | Any  | Director          | Guionista         | Editor            | Productor         | Director de fotografia | Notes                                                                             | Durada                                         | Ref(s) |
| ------------------------------------------------ | ---- | ----------------- | ----------------- | ----------------- | ----------------- | ---------------------- | --------------------------------------------------------------------------------- | ---------------------------------------------- | ------ |
| Mabuting Kaibigan, Masamang Kaaway               | 1991 |                   | Sí                |                   |                   |                        | Escrita amb Tony Mortel, Jose Bartolome, i Manny Buising.                         | 110 min (1 hr, 50 min)                         |        |
| Galvez: Hanggang sa Dulo ng Mundo Hahanapin Kita | 1993 |                   | Sí                |                   |                   |                        | Escrita amb Henry Nadong.                                                         | 103 min (1 hr, 43 min)                         |        |
| Serafin Geronimo: Kriminal ng Baryo Concepcion   | 1998 | Sí                | Sí                |                   |                   |                        | També coneguda com The Criminal of Barrio Concepcion; debut com a director.       | 132 min (2 hr, 12 min)                         | [ 4 ]  |
| Burger Boy's'                                    | 1999 | Sí                | Sí                |                   |                   |                        |                                                                                   | 112 min (1 hr, 52 min)                         | [ 5 ]  |
| Hubad sa Ilalim ng Buwan                         | 1999 | Sí                | Sí                |                   |                   |                        | També coneguda com Naked Under the Moon.                                          | 110 min (1 hr, 50 min)                         | [ 6 ]  |
| Batang West Side                                 | 2001 | Sí                | Sí                |                   |                   | Sí                     | També coneguda com West Side Avenue; sense acreditar la fotografia.               | 300 min (5 hr)                                 | [ 7 ]  |
| Hesus, Rebolusyunaryo                            | 2002 | Sí                | Sí                |                   |                   |                        |                                                                                   | 112 min (1 hr, 52 min)                         | [ 5 ]  |
| Ebolusyon ng Isang Pamilyang Pilipino            | 2004 | Sí                | Sí                | Sí                | Sí                | Sí                     | També coneguda com Evolution of a Filipino Family; sense acreditar la fotografia. | 647 min (10 hr, 47 min)                        | [ 8 ]  |
| Heremias                                         | 2006 | Sí                | Sí                | Sí                | Sí                |                        | També coneguda com Heremias (Unang Aklat: Ang Alamat ng Prinsesang Bayawak).      | 519 min (8 hr, 39 min)                         |        |
| Kagadanan Sa Banwaan Ning Mga Engkanto           | 2007 | Sí                | Sí                | Sí                | Sí                | Sí                     | També coneguda com Death in the Land of Encantos.                                 | 541 min (9 hr, 1 min)                          | [ 9 ]  |
| Melancholia                                      | 2008 | Sí                | Sí                | Sí                | Sí                | Sí                     |                                                                                   | 447 min (7 hr, 27 min)                         | [ 10 ] |
| Walang Alaala ang mga Paru-Paro                  | 2009 | Sí                | Sí                | Sí                | Sí                | Sí                     | També coneguda com Butterflies Have No Memories; curtmetratge.                    | 40 min                                         | [ 11 ] |
| Babae ng Hangin                                  | 2011 | Sí                | Sí                | Sí                | Sí                | Sí                     | També coneguda com Woman of the Wind; incompleta.                                 |                                                |        |
| Siglo ng Pagluluwal                              | 2011 | Sí                | Sí                | Sí                | Sí                | Sí                     | També coneguda com Century of Birthing. també compositor.                         | 359 min (5 hr, 59 min)                         | [ 12 ] |
| Elehiya sa Dumalaw Mula sa Himagsikan.           | 2011 | Sí                | Sí                | Sí                | Sí                | Sí                     | També coneguda com Elegy to the Visitor from the Revolution.                      | 80 min (1 hr, 20 min)                          | [ 13 ] |
| Florentina Hubaldo, CTE                          | 2012 | Sí                | Sí                | Sí                | Sí                | Sí                     |                                                                                   | 367 min (6 hr, 7 min)                          | [ 14 ] |
| Norte, hangganan ng kasaysayan                   | 2013 | Sí                | Sí                | Sí                | Sí                |                        | També coneguda com Norte, the End of History; Escrita amb Rody Vera.              | 250 min (4 hr, 10 min)                         | [ 15 ] |
| Mula sa Kung Ano ang Noon                        | 2014 | Sí                | Sí                | Sí                | Sí                | Sí                     | També coneguda com From What Is Before.                                           | 339 min (5 hr, 39 min)                         | [ 15 ] |
| Mga Anak ng Unos: Unang Aklat                    | 2014 | Sí                | Sí                | Sí                | Sí                | Sí                     | També coneguda com Storm Children: Book One; documental.                          | 143 min (2 hr, 23 min)                         | [ 16 ] |
| Fragment                                         | 2015 | Sí                | Sí                | Sí                | Sí                | Sí                     | "Ang Araw Bago ang Wakas..." segment, També coneguda com The Day Before the End.  | 130 hr (2 hr, 10 min) (film); 16 min (segment) | [ 17 ] |
| Hele sa Hiwagang Hapis                           | 2016 | Sí                | Sí                | Sí                | Sí                |                        | També coneguda com A Lullaby to the Sorrowful Mystery.                            | 489 min (8 hr, 9 min)                          | [ 18 ] |
| Ang Babaeng Humaig                               | 2016 | Sí                | Sí                | Sí                | Sí                | Sí                     | També coneguda com The Woman Who Left.                                            | 229 min (3 hr, 49 min)                         | [ 19 ] |
| Season of the Devil                              | 2018 | Sí                | Sí                | Sí                |                   |                        | Also film composer.                                                               | 234 min (3 hr, 54 min)                         |        |
| Lakbayan                                         | 2018 | Sí                | Sí                | Sí                |                   | Sí                     | També coneguda com Journey; "Hugaw/Dirt" segment.                                 | 118 (1 hr, 58 min)                             | [ 20 ] |
| The Halt                                         | 2019 | Sí                | Sí                | Sí                | Sí                | Sí                     |                                                                                   | 283 min (4 hr, 43 min)                         | [ 21 ] |
| Genus, Pan                                       | 2020 | Sí                | Sí                | Sí                | Sí                | Sí                     | Material reeditat d’una pel·lícula abandonara el 2014.                            | 157 min (2 hr, 37 min)                         |        |
| Historya ni Ha                                   | 2021 | Sí                | Sí                | Sí                | Sí                | Sí                     |                                                                                   | 273 min (4 hr, 33 min)                         | [ 22 ] |
| Servando Magdamag                                | 2022 | Sí                | Sí                | Sí                | Sí                | Sí                     | Va escriure el guió adaptat del conte i del guió de Ricardo Lee; en producció.    |                                                |        |
| When The Waves Are Gone                          | 2022 | Sí                | Sí                | Sí                | Sí                | Sí                     | En producció.                                                                     |                                                |        |

## Premis i nominacions
Mostra Internacional de Cinema de Venècia
| Any  | Categoria                         | Pel·lícula                        | Resultat  |
| ---- | --------------------------------- | --------------------------------- | --------- |
| 2016 | Lleó d'Or a la Millor Pel·lícula  | The Woman Who Left                | Guanyador |
| 2008 | Premi Orizzonti                   | Melancholia                       | Guanyador |
| 2007 | Premi Orizzonti – Menció especial | Death in the Land of the Encantos | Guanyador |

Premis Alfred Bauer
| Any  | Categoria          | Pel·lícula                         | Resultat  |
| ---- | ------------------ | ---------------------------------- | --------- |
| 2016 | Premi Alfred Bauer | A Lullaby to the Sorrowful Mystery | Guanyador |

Premis Gawad Urian
| Any  | Categoria                                        | Pel·lícula                                        | Resultat                                                     |
| ---- | ------------------------------------------------ | ------------------------------------------------- | ------------------------------------------------------------ |
| 2015 | Premi Gawad Urian a la Millor Direcció           | From What Is Before                               | Guanyador                                                    |
| 2015 | Premi Gawad Urian al Millor Guió                 | From What Is Before                               | Guanyador                                                    |
| 2015 | Premi Gawad Urian al Millor Edició               | From What Is Before                               | Guanyador                                                    |
| 2014 | Premi Gawad Urian al Millor Guió                 | Norte, the End of History                         | Guanyador (compartit amb Rody Vera)                          |
| 2013 | Premi Gawad Urian al Millor Sonido               | Florentina Hubaldo, CTE                           | Guanyador (compartit amb Willy Fernandez i Kristine Kintana) |
| 2011 | Dekada Award                                     | Evolution of a Filipino Family i Batang West Side | Guanyador                                                    |
| 2008 | Premi Gawad Urian al Millor Disseny de Producció | Death in the Land of the Encantos                 | Guanyador (compartit amb Dante Perez)                        |
| 2005 | Premi Gawad Urian al Millor Guió                 | Evolution of a Filipino Family                    | Guanyador                                                    |
| 2002 | Premi Gawad Urian a la Millor Direcció           | Batang West Side                                  | Guanyador                                                    |
| 2002 | Premi Gawad Urian al Millor Guió                 | Batang West Side                                  | Guanyador                                                    |

World Premieres Film Festival (Filipines)
| Any  | Categoria            | Pel·lícula          | Resultat  |
| ---- | -------------------- | ------------------- | --------- |
| 2014 | Grand Festival Prize | From What Is Before | Guanyador |

Mostra Internacional de Cinema de São Paulo
| Any  | Categoria            | Pel·lícula          | Resultat  |
| ---- | -------------------- | ------------------- | --------- |
| 2014 | Premi de l’audiència | From What Is Before | Guanyador |

Premis del Young Critics Circle (Filipines)
| Any  | Categoria                                           | Pel·lícula                        | Resultat                              |
| ---- | --------------------------------------------------- | --------------------------------- | ------------------------------------- |
| 2008 | Major assoliment en Disseny Visual i Cinematogràfic | Death in the Land of the Encantos | Guanyador (compartit amb Dante Perez) |

Festival Internacional de Cinema de Friburg
| Any  | Categoria                | Pel·lícula | Resultat  |
| ---- | ------------------------ | ---------- | --------- |
| 2006 | Premi especial del jurat | Heremias   | Guanyador |

Festival Internacional de Cinema de Singapur
| Any  | Categoria           | Pel·lícula       | Resultat  |
| ---- | ------------------- | ---------------- | --------- |
| 2002 | Premi Silver Screen | Batang West Side | Guanyador |